# ロータス・49
ロータス・49 (Lotus 49) は、ロータスのコーリン・チャップマンとモーリス・フィリップがデザインしたフォーミュラ1カー。名機フォード・コスワース・DFVエンジンを最初に搭載したF1マシンである。
1967年から1970年まで使用されて通算12勝を獲得（ジム・クラーク5勝、グラハム・ヒル4勝、ヨッヘン・リント2勝、ジョー・シフェール1勝）。排気量2.5リットルのコスワースDFWエンジンに積み替えてタスマンシリーズにも投入された。

## 49

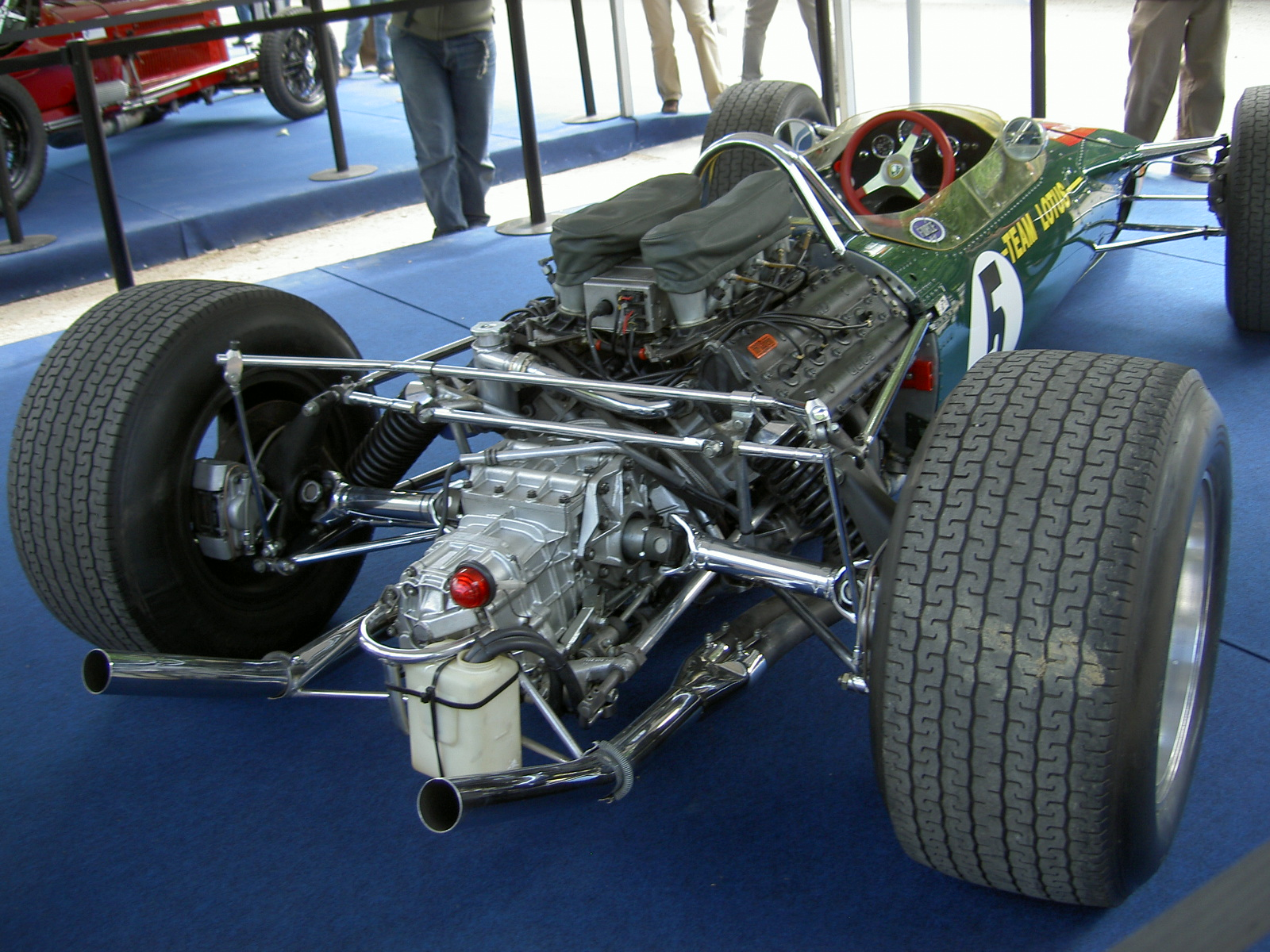
DFVエンジンを搭載した49のリアエンド

ロータスは1966年に投入した43においてエンジンをモノコックにボルト留めし、強度部材（ストレスメンバー）の一部とする設計を導入したが、搭載するBRM・H16エンジンの性能不足に苦しんだ。ロータスはイギリス・フォードの資金援助を受け、エンジンビルダーのコスワースと協力して密かにフォードDFVエンジンの開発プロジェクトを進めた。49の開発はこれと並行して行われ、コンベンショナルなバスタブ式モノコックの後方にDFVエンジンをミッドシップマウントした。
チャップマンは当初、ポテンシャル的に未知数なコスワースDFVエンジンに開発リソースを集中させる為、フィリップに対しシンプルでコンベンショナルなシャシ設計を要求した。それを受けてフィリップは、一連のロータス製アルミモノコックの構造を踏襲し、空力デザインに至っては49でやや後退した感もあったほどだが、例えばフロントサスペンションには、当時のF1マシンの標準からはやや逸脱した、ロールセンタ移動量が大きく出る上反角の強いアッパ･アームを与えるなど、サスペンション･ジオメトリには49独特の特徴が見られる。

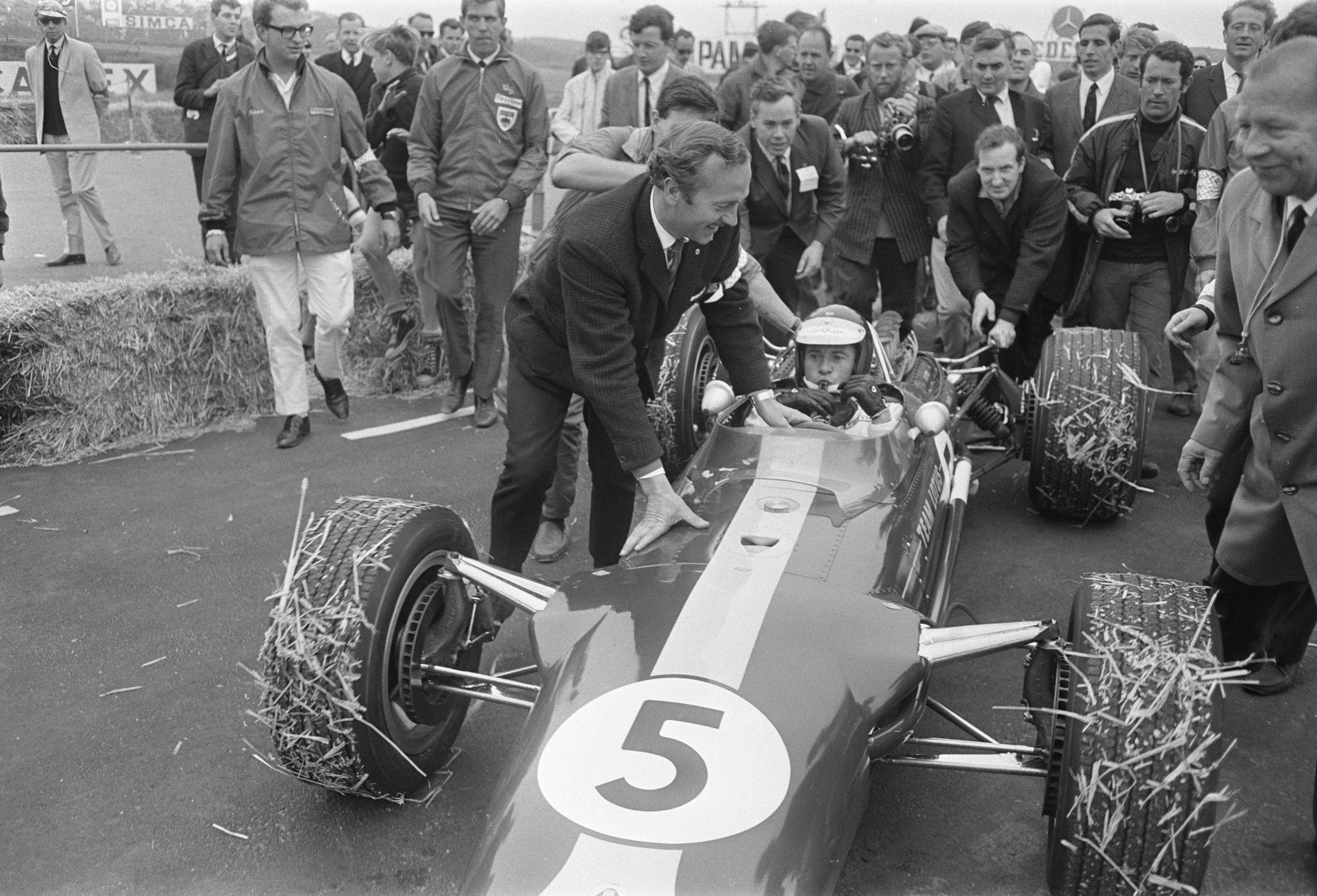
49のデビューウィンを果たしたクラーク（1967年オランダGP）

DFVエンジンは1967年5月に完成し、第3戦オランダGPから49が実戦投入された。初期の開発テストは、ジム・クラークが税金対策でパリに居住していたので、グラハム・ヒルに任された。ヒルは自分用のマシンをすでに調整済みでポールポジションを獲得したが、クラークが自分用の49に接したのは予選の2日前で、サスペンショントラブルに手間取り、予選では8位に甘んじた。しかし本番のレースでは、テスト走行に使われて走行距離の長かったヒル車が、初期DFVエンジンの抱えていた欠陥であるタイミングギア破損でリタイアし、走行距離の短かったクラーク車がデビューウィンを飾った。
フランスGPでは、クラーク、ヒルともにギアボックス破損でリタイアしたが、イタリアGPでは、トップを走行中に右後輪のパンクで周回遅れとなったクラークが猛然と追い上げて再びトップに立つ走りを見せた（最終ラップでガス欠を起こし3位）。アメリカGPではクラーク車、ヒル車ともにメカニカルトラブルを起こしながら、3位以下をすべて周回遅れにして初のワンツーフィニッシュを飾り、ポテンシャルの高さを見せつけた。

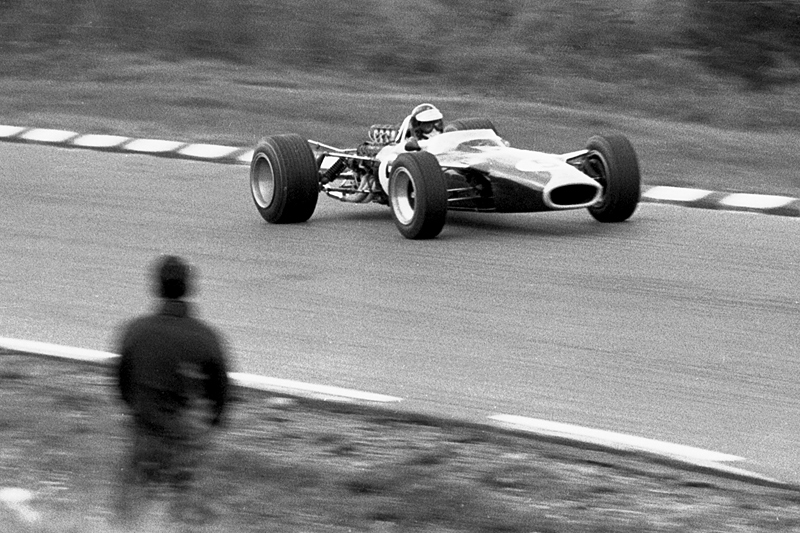
ジム・クラークが乗る49（1967年アメリカGP）

1967年は出走した9戦全てでポールポジションを獲得し、デビュー戦を含めて4勝を挙げた。しかし、DFVエンジンの初期トラブルやZF製ギアボックスの信頼性が低く、クラークは3回リタイアしてチャンピオンを逃し、ヒルは2戦しか完走できなかった（リタイア7回）。
翌1968年、元日開催の開幕戦南アフリカGPでクラークとヒルは2度目のワンツーフィニッシュを飾った。1〜3月のタスマンシリーズに出場したマシンはブリティッシュグリーンではなく、タバコ銘柄「ゴールドリーフ」のパッケージにちなんだ赤・白・金のカラーリングをまとった。エッソの支援打ち切りを受けての変更で、以後、F1界ではナショナル・レーシングカラーからスポンサーカラーへの移行が進むことになった。
このシーズンは問題の改善が進んで49が優位になるとみられた。だが、F1ヨーロッパラウンド開幕を前に、クラークは4月のF2レースで事故死してしまった。

## 49B

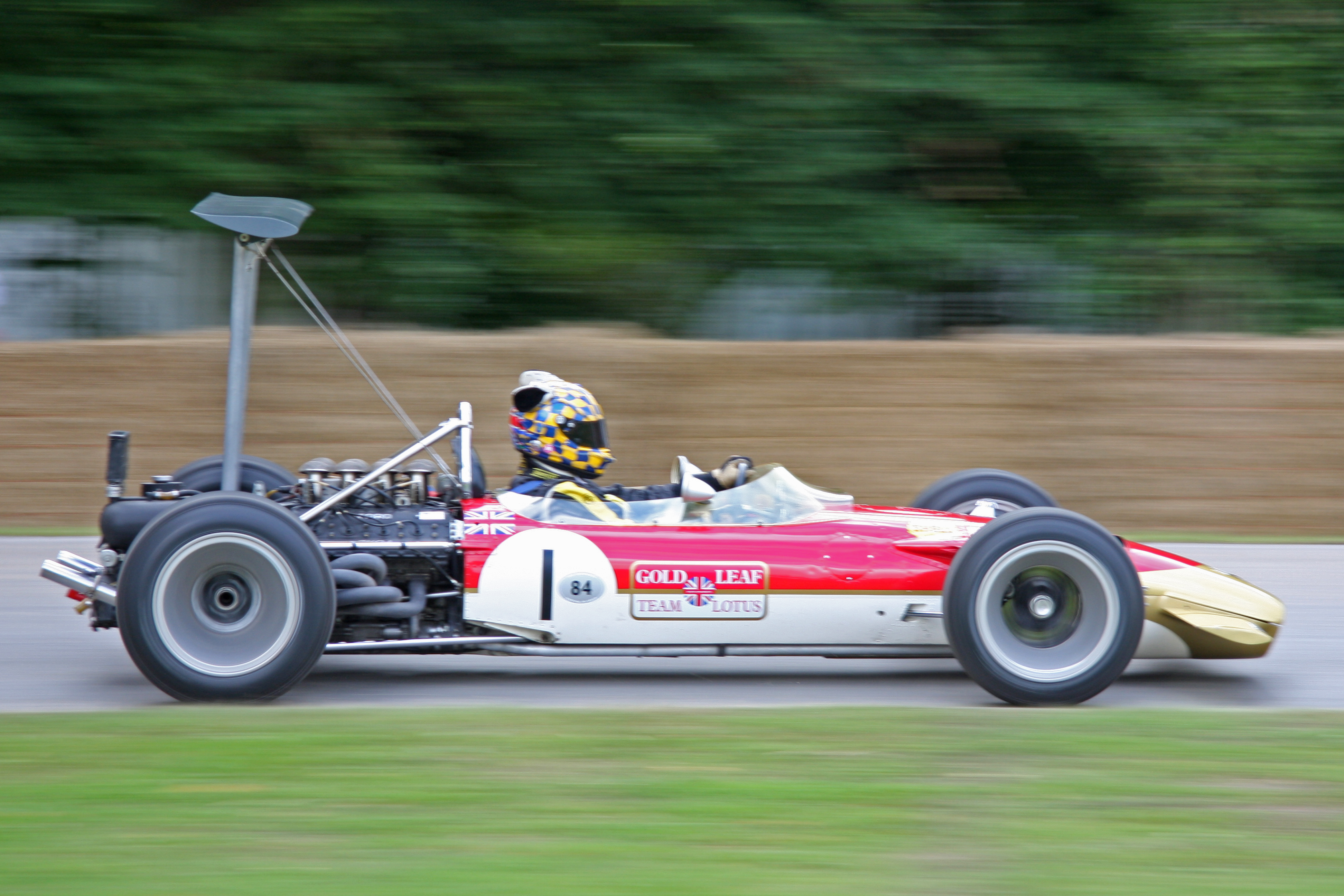
ハイマウントリアウィングを装備した49B（2008年グッドウッド・フェスティバル・オブ・スピード）

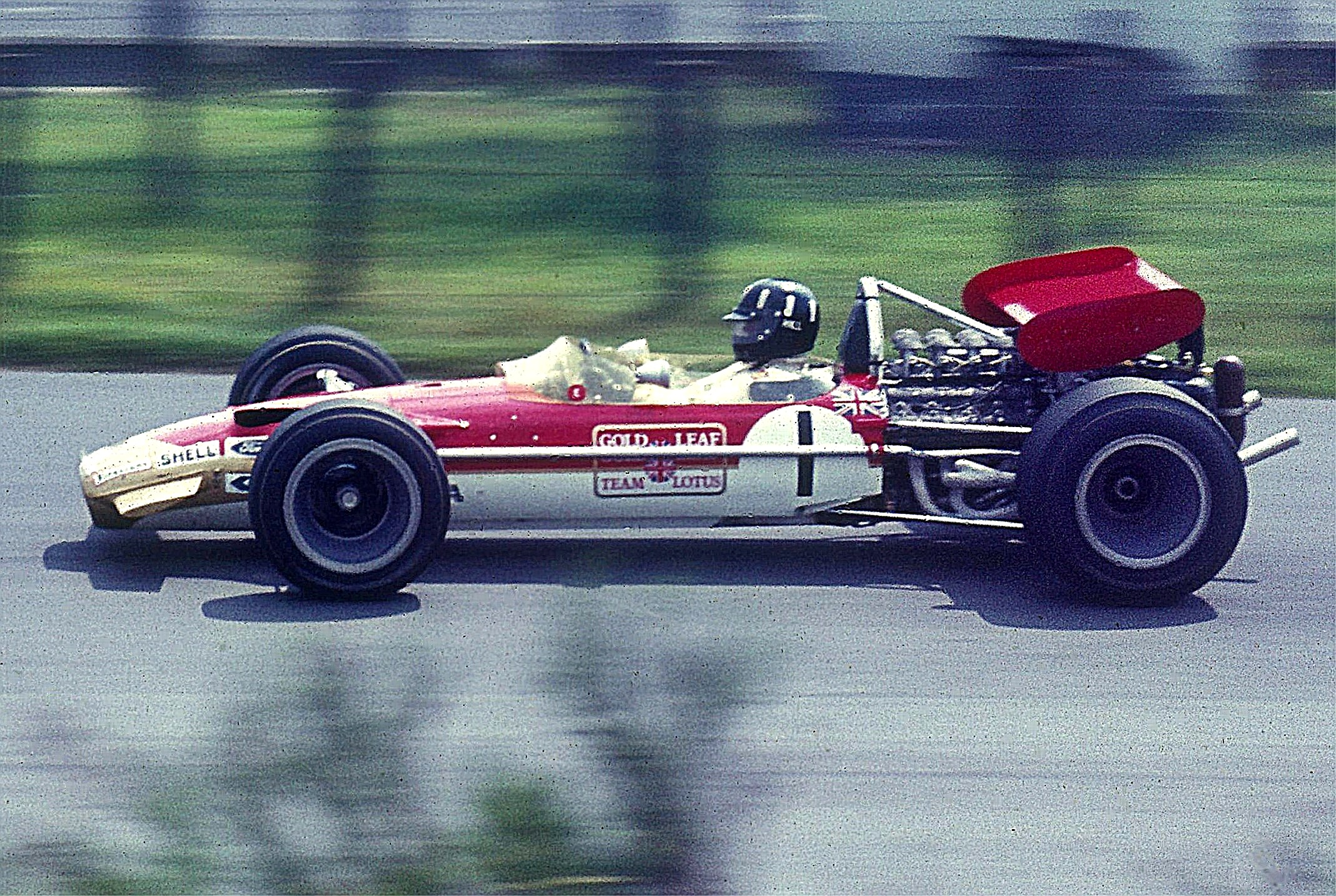
グラハム・ヒルが乗る49B（1969年ドイツGP）

1968年第3戦モナコGPから投入された改良型マシンは「49B」と呼ばれる。ホイールベースが75mm延長され、問題の多いZF製ギアボックスがヒューランド製5速に変更された。また、フロントノーズ左右にウィングを装着し、エンジンカウルにリアスポイラーを取り付けるなど、ダウンフォース発生を意識したものとなった。後には、ノーズにフロントラジエータ放熱用のダクトが開口された。
第4戦ベルギーGPでフェラーリとブラバムがエンジン上部にミッドウィングを装着すると、ロータスは第7戦イギリスGPからシャパラル風のハイマウント・リアウィングを取り付けた。支柱を後輪のアップライト(サスペンションアーム)に直接マウントし、ダウンフォースがバネ下に作用する方式で、たちまち他チームにも取り入れられた。ロータスは装置を進化させ、最終戦メキシコGPではドライバーがペダルを踏むとウィングが寝てドラッグを減らす可変式を投入した。
ヒルはクラーク亡きあと3勝を挙げ、自身2度目のチャンピオンを獲得。また、プライベーターのロブ・ウォーカー・レーシング・チームに売却された49Bに乗り、ジョー・シフェールが1勝を挙げた。ロータスは3度目のコンストラクターズタイトルを獲得し、選手権2冠を達成した。
1969年はシーズン中に四輪駆動の63を投入する計画だったが失敗作だったため、49Bを継続使用した。第2戦スペインGPではヒルとヨッヘン・リントの2台ともウィングの支柱が折れてクラッシュする重大事故が発生（リントは負傷欠場）。FIAは次戦モナコGP予選中にハイマウントウィングの使用禁止を通達した。
この年のタイトルはマトラ・DFVとジャッキー・スチュワートのものとなったが、リントはアメリカGPでの初勝利と5ポールポジションを獲得し、才能を開花させた。ヒルはモナコGP5勝目を挙げたがアメリカGPで重傷を負い、チームを去ることになった。

## 49C
1970年はファイアストンタイヤのワイドトレッド化に対応してマイナーチェンジされ、「49C」に改名。ウェッジシェイプボディの新車72のサスペンション問題が解消されるまで使用された。リントはモナコGPでジャック・ブラバムを最終ラップに逆転し、49シリーズ最後の12勝目を獲得した。

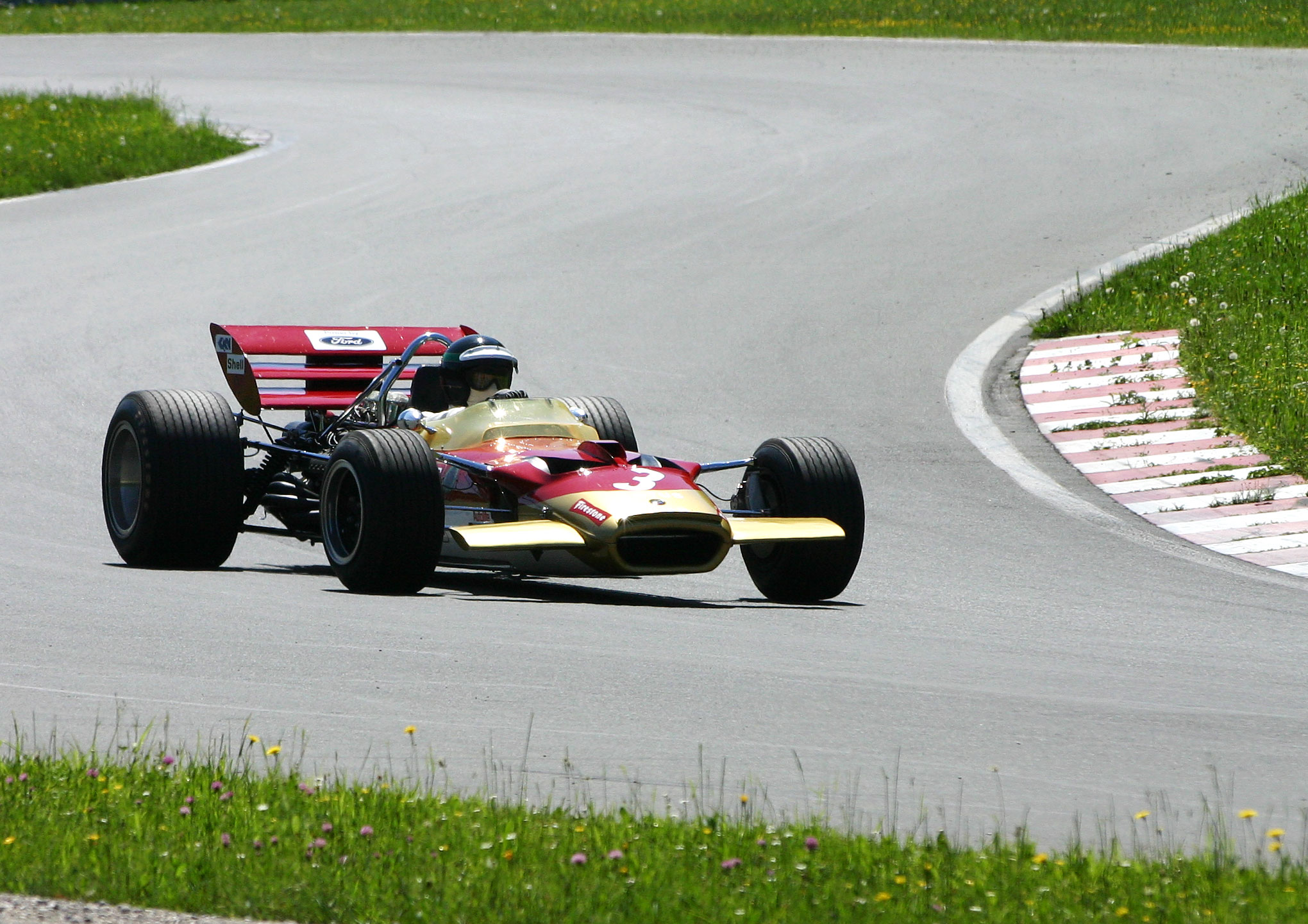
49C（2005年）

また、イギリスGPではエマーソン・フィッティパルディが49Cに乗ってF1デビューしている。

## シャーシ履歴
49シリーズは9台製作され、うち7台が現存する。損傷したマシンを再生する際シャーシナンバーを更新したため、シャーシナンバーは12まで登録されている。最後の9台目 (R12) はイギリス・フォードの展示車として製作され、レースには出走していない。
R8は2014年にエイドリアン・ニューウェイがオークションで購入し、その後フルレストアされヒストリックカーレースなどに使用されている。

## F1における全成績
(key) （太字はポールポジション、斜体はファステストラップ）
| 年     | シャシー                                   | チーム                                                                                  | タイヤ | ドライバー                     | 1    | 2    | 3    | 4   | 5    | 6    | 7   | 8   | 9   | 10  | 11  | 12   | 13  | ポイント† | 順位† |
| ------ | ------------------------------------------ | --------------------------------------------------------------------------------------- | ------ | ------------------------------ | ---- | ---- | ---- | --- | ---- | ---- | --- | --- | --- | --- | --- | ---- | --- | --------- | ----- |
| 1967年 | ロータス・49                               | チーム・ロータス                                                                        | F      |                                | RSA  | MON  | NED  | BEL | FRA  | GBR  | GER | CAN | ITA | USA | MEX |      |     | 44        | 2nd   |
| 1967年 | ロータス・49                               | チーム・ロータス                                                                        | F      | ジム・クラーク                 |      |      | 1    | 6   | Ret  | 1    | Ret | Ret | 3   | 1   | 1   |      |     | 44        | 2nd   |
| 1967年 | ロータス・49                               | チーム・ロータス                                                                        | F      | グラハム・ヒル                 |      |      | Ret  | Ret | Ret  | Ret  | Ret | 4   | Ret | 2   | Ret |      |     | 44        | 2nd   |
| 1967年 | ロータス・49                               | チーム・ロータス                                                                        | F      | エーピー・ウィーツェス         |      |      |      |     |      |      |     | DSQ |     |     |     |      |     | 44        | 2nd   |
| 1967年 | ロータス・49                               | チーム・ロータス                                                                        | F      | ジャンカルロ・バゲッティ       |      |      |      |     |      |      |     |     | Ret |     |     |      |     | 44        | 2nd   |
| 1967年 | ロータス・49                               | チーム・ロータス                                                                        | F      | モイセス・ソラーナ             |      |      |      |     |      |      |     |     |     | Ret | Ret |      |     | 44        | 2nd   |
| 1968年 | §ロータス・49 ロータス・49B                | チーム・ロータス ゴールドリーフ・チーム・ロータス                                       | F      |                                | RSA  | ESP  | MON  | BEL | NED  | FRA  | GBR | GER | ITA | CAN | USA | MEX  |     | 62        | 1st   |
| 1968年 | §ロータス・49 ロータス・49B                | チーム・ロータス ゴールドリーフ・チーム・ロータス                                       | F      | ジム・クラーク                 | 1§   |      |      |     |      |      |     |     |     |     |     |      |     | 62        | 1st   |
| 1968年 | §ロータス・49 ロータス・49B                | チーム・ロータス ゴールドリーフ・チーム・ロータス                                       | F      | グラハム・ヒル                 | 2§   | 1§   | 1    | Ret | 9    | Ret  | Ret | 2   | Ret | 4   | 2   | 1    |     | 62        | 1st   |
| 1968年 | §ロータス・49 ロータス・49B                | チーム・ロータス ゴールドリーフ・チーム・ロータス                                       | F      | ジャッキー・オリバー           |      |      | Ret§ | 5   | NC   | DNS  | Ret | 11  | Ret | Ret | DNS | 3    |     | 62        | 1st   |
| 1968年 | §ロータス・49 ロータス・49B                | チーム・ロータス ゴールドリーフ・チーム・ロータス                                       | F      | マリオ・アンドレッティ         |      |      |      |     |      |      |     |     | DNS |     | Ret |      |     | 62        | 1st   |
| 1968年 | §ロータス・49 ロータス・49B                | チーム・ロータス ゴールドリーフ・チーム・ロータス                                       | F      | ビル・ブラック                 |      |      |      |     |      |      |     |     |     | Ret |     |      |     | 62        | 1st   |
| 1968年 | §ロータス・49 ロータス・49B                | チーム・ロータス ゴールドリーフ・チーム・ロータス                                       | F      | モイセス・ソラーナ             |      |      |      |     |      |      |     |     |     |     |     | Ret§ |     | 62        | 1st   |
| 1968年 | §ロータス・49 ロータス・49B                | ロブ・ウォーカー / ジャック・ダーラッシャー・レーシング                                 | F      | ジョー・シフェール             |      | Ret§ | Ret§ | 7§  | Ret§ | 11§  | 1   | Ret | Ret | Ret | 5   | 6    |     | 62        | 1st   |
| 1969年 | §ロータス・49 ロータス・49B                | ゴールドリーフ・チーム・ロータス                                                        | F      |                                | RSA  | ESP  | MON  | NED | FRA  | GBR  | GER | ITA | CAN | USA | MEX |      |     | 42        | 3rd   |
| 1969年 | §ロータス・49 ロータス・49B                | ゴールドリーフ・チーム・ロータス                                                        | F      | グラハム・ヒル                 | 2    | Ret  | 1    | 7   | 6    | 7    | 4   | 9   | Ret | Ret |     |      |     | 42        | 3rd   |
| 1969年 | §ロータス・49 ロータス・49B                | ゴールドリーフ・チーム・ロータス                                                        | F      | ヨッヘン・リント               | Ret  | Ret  |      | Ret | Ret  | 4    | Ret | 2   | 3   | 1   | Ret |      |     | 42        | 3rd   |
| 1969年 | §ロータス・49 ロータス・49B                | ゴールドリーフ・チーム・ロータス                                                        | F      | マリオ・アンドレッティ         | Ret  |      |      |     |      |      |     |     |     |     |     |      |     | 42        | 3rd   |
| 1969年 | §ロータス・49 ロータス・49B                | ゴールドリーフ・チーム・ロータス                                                        | F      | リチャード・アトウッド         |      |      | 4    |     |      |      |     |     |     |     |     |      |     | 42        | 3rd   |
| 1969年 | §ロータス・49 ロータス・49B                | ロブ・ウォーカー / ジャック・ダーラッシャー・レーシング                                 | F      | ジョー・シフェール             | 4    | Ret  | 3    | 2   | 9    | 8    | 11‡ | 8   | Ret | Ret | Ret |      |     | 42        | 3rd   |
| 1969年 | §ロータス・49 ロータス・49B                | チーム・ガンストン                                                                      | D      | ジョン・ラヴ                   | Ret§ |      |      |     |      |      |     |     |     |     |     |      |     | 42        | 3rd   |
| 1969年 | §ロータス・49 ロータス・49B                | エキュリー・ボニエ                                                                      | F      | ヨアキム・ボニエ               |      |      |      |     |      |      | Ret |     |     |     |     |      |     | 42        | 3rd   |
| 1969年 | §ロータス・49 ロータス・49B                | ピート・ラヴリー・フォルクスワーゲン・インク                                            | D      | ピート・ラヴリー               |      |      |      |     |      |      |     |     | 7   | Ret | 9   |      |     | 42        | 3rd   |
| 1970年 | §ロータス・49 ¶ロータス・49B ロータス・49C | ゴールドリーフ・チーム・ロータス ガーヴェイ チーム・ロータス ワールドワイド・レーシング | F      |                                | RSA  | ESP  | MON  | BEL | NED  | FRA  | GBR | GER | AUT | ITA | CAN | USA  | MEX | 59^       | 1st^  |
| 1970年 | §ロータス・49 ¶ロータス・49B ロータス・49C | ゴールドリーフ・チーム・ロータス ガーヴェイ チーム・ロータス ワールドワイド・レーシング | F      | ヨッヘン・リント               | 13   |      | 1    | Ret |      |      |     |     |     |     |     |      |     | 59^       | 1st^  |
| 1970年 | §ロータス・49 ¶ロータス・49B ロータス・49C | ゴールドリーフ・チーム・ロータス ガーヴェイ チーム・ロータス ワールドワイド・レーシング | F      | ジョン・マイルズ               | 5    |      | DNQ  |     |      |      |     |     |     |     |     |      |     | 59^       | 1st^  |
| 1970年 | §ロータス・49 ¶ロータス・49B ロータス・49C | ゴールドリーフ・チーム・ロータス ガーヴェイ チーム・ロータス ワールドワイド・レーシング | F      | アレックス・ソーラー＝ロイグ   |      | DNQ  |      |     |      | DNQ  |     |     |     |     |     |      |     | 59^       | 1st^  |
| 1970年 | §ロータス・49 ¶ロータス・49B ロータス・49C | ゴールドリーフ・チーム・ロータス ガーヴェイ チーム・ロータス ワールドワイド・レーシング | F      | エマーソン・フィッティパルディ |      |      |      |     |      |      | 8   | 4   | 15  |     |     |      |     | 59^       | 1st^  |
| 1970年 | §ロータス・49 ¶ロータス・49B ロータス・49C | R.R.C. ウォーカー・レーシング ブルック・ボンド オクソ レーシング / ロブ・ウォーカー     | F      | グラハム・ヒル                 | 6    | 4    | 5    | Ret | NC   | 10   | 6   | Ret |     |     |     |      |     | 59^       | 1st^  |
| 1970年 | §ロータス・49 ¶ロータス・49B ロータス・49C | R.R.C. ウォーカー・レーシング ブルック・ボンド オクソ レーシング / ロブ・ウォーカー     | F      | ブライアン・レッドマン         | DNS  |      |      |     |      |      |     |     |     |     |     |      |     | 59^       | 1st^  |
| 1970年 | §ロータス・49 ¶ロータス・49B ロータス・49C | チーム・ガンストン                                                                      | D      | ジョン・ラヴ                   | 8§   |      |      |     |      |      |     |     |     |     |     |      |     | 59^       | 1st^  |
| 1970年 | §ロータス・49 ¶ロータス・49B ロータス・49C | スクーデリア・スクリバンテ                                                              | F      | デイヴ・チャールトン           | 12   |      |      |     |      |      |     |     |     |     |     |      |     | 59^       | 1st^  |
| 1970年 | §ロータス・49 ¶ロータス・49B ロータス・49C | ピート・ラヴリー・フォルクスワーゲン・インク                                            | -      | ピート・ラヴリー               |      |      |      |     | DNQ¶ | DNQ¶ | NC¶ |     |     |     |     | DNQ¶ |     | 59^       | 1st^  |

† 各戦とも完走者上位6名に 9-6-4-3-2-1 ポイントが与えられたが、各チームの上位の車のみに与えられた。1967年と69年は前半6戦の内ベスト5戦と後半5戦の内ベスト4戦、1968年は前半6戦の内ベスト5戦と後半6戦の内ベスト5戦、1970年は前半7戦の内ベスト6戦と後半6戦の内ベスト5戦が有効ポイントとして計算された。
‡ 1969年ドイツグランプリではF2車両が5位から10位を占めたが、シリーズポイントには有効では無かった。5位と6位のポイントは11位と12位に与えられた。
^ 総ポイントはすべてロータス-フォード車によって獲得され、その中にはロータス・72による45ポイントも含まれる。